# Pont de la Presa de Terradets
El Pont de la Presa de Terradets és un pont a cavall dels municipis de Castell de Mur, en territori del poble de Cellers a l'antic terme de Guàrdia de Tremp, i de Llimiana.
És el pont de l'antic traçat de la carretera C-147, actualment substituïda per la C-13, que aprofita la Presa de Terradets per passar de la riba dreta de la Noguera Pallaresa a l'esquerra. És al lloc més estret del Congost de Terradets.